# Marta Russo
Marta Russo (* 13. April 1975 in Rom; † 14. Mai 1997 ebenda) war eine italienische Jurastudentin. Ihre Ermordung im Jahre 1997 und die darauf folgenden Ermittlungen erregten internationales Aufsehen. Die Tat konnte bis heute nicht restlos aufgeklärt werden.

## Tathergang
Als Russo am Freitag, dem 9. Mai 1997, gemeinsam mit ihrer Freundin Iolanda Ricci um 11:34 Uhr den Hof der juristischen Fakultät der Universität Rom überquerte, brach sie plötzlich zusammen. Eine Kugel vom Kaliber .22 hatte sie in die Schläfe getroffen. Russo fiel zunächst ins Koma und erlag vier Tage später ihren Verletzungen.

## Gang der Ermittlungen
Die Polizei nahm Ermittlungen im Umfeld der Fakultät auf. Bei ihrer Arbeit stieß die Polizei auf eine immer wieder zitierte „Mauer des Schweigens“. Die italienische Öffentlichkeit, für Verbrechen der Mafia aufgrund derer weitläufiger Aktivitäten sensibilisiert, empörte sich zusehends, da die öffentliche Meinung ein traditionelles Schweigegelübde der „Cosa Nostra“, eine sogenannte „Omertà“, als Ursache des langsamen Fortgangs der Nachforschungen vermutete. Auch international erregte der Fall aufgrund seiner Mysteriösität Aufsehen.

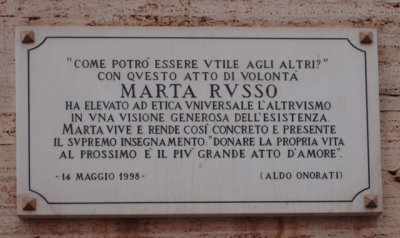
Gedenktafel für Marta Russo an der Universität Rom

Nach Wochen durchwachsener Ermittlungen kam von zwei Studenten der Fakultät ein Hinweis. Die als ehrgeizig geltenden Dozenten der Rechtsphilosophie Giovanni Scattone (damals 30 Jahre alt) und Salvatore Ferraro (damals 31) hatten während eines Seminars einige Wochen vor der Tat die These vertreten, dass ein perfekter Mord möglich sei. Scattone soll das Seminar immer mit folgenden Worten eröffnet haben: „Es ist unmöglich, einen Mord aufzuklären, wenn der Täter kein Motiv hat, und wenn die Tatwaffe nie gefunden wird.“ Mangels Alternativen konzentrierte sich die Polizei auf sie. Währenddessen verschärfte sich die öffentliche Empörung aufgrund der Möglichkeit, Marta Russo könnte gar krankhaftem Ehrgeiz oder Neugier zum Opfer gefallen sein. In der Tat wurde die Waffe nie gefunden, und ein Motiv hatten die beiden Verdächtigen nicht, da sie Marta Russo nachweislich nicht kannten. Es war schwierig, überhaupt ein Motiv für den Mord zu finden, da Marta Russo aus intakten familiären Verhältnissen stammte und beliebt war. Aufgrund einer glücklichen Beziehung verwarf die Polizei schnell das Motiv der Eifersucht.
Der Hinweis der Studenten beendete die Verschwiegenheit des Universitätsumfeldes. Eine Sekretärin des Instituts gab an, sie habe sich zum Zeitpunkt der Tat im selben Raum wie Scattone befunden, der auf einmal geschossen habe. Sie habe ihn und seinen Kollegen Ferraro aus Sympathie aber nicht verraten wollen. Die Vermutung der beiden Dozenten, dass ein „perfektes Verbrechen“ vor allem durch die immer widersprüchlicheren Aussagen von Zeugen nicht aufgeklärt werden kann, bestätigte sich: die Sekretärin widersprach sich zunehmend, sodass sie als Zeugin immer unglaubwürdiger wurde. Zusätzlich durfte ihre Aussage nicht vor Gericht verwendet werden, weil ein Video ihrer Vernehmung an die Öffentlichkeit gelangte, in dem drei Polizisten sie zur Wiederholung ihrer Aussage im Prozess zu zwingen versuchten.
Als wenig kooperationsbereit erwies sich auch weiteres, meist akademisches Personal der Fakultät. Gerade ihr Vorsitzender, Bruno Romano, soll Aussagen abgesprochen haben und weigerte sich bei Eintreffen der Ermittler, laufende Prüfungen abzubrechen, um Durchsuchungen zu ermöglichen.

## Prozessverlauf
Noch im selben Jahr eröffnete die italienische Justiz den Prozess gegen die beiden Doktoranden. Das Verfahren entwickelte sich zu einem Indizienprozess, die Angeklagten behinderten mit einer geschickten Verteidigung, die legale Elemente mit illegalen wie Meineid vermengte, den Fortgang des Verfahrens. Drei Gerichte befassten sich mit dem Fall, bis im Jahr 2003 Scattone und Ferraro zu siebeneinhalb Jahren bzw. fünf Jahren und acht Monaten Haft wegen fahrlässiger Tötung verurteilt wurden. Ministerpräsident Silvio Berlusconi hatte sich zu den Angeklagten bekannt, seine Initiative zur Begnadigung der Angeklagten scheiterte jedoch am italienischen Parlament.

## Organspende
Russos Eltern gaben nach dem Abschluss der Untersuchungen an ihrem Körper ihre Organe zur Transplantation frei, mit der Begründung, dass doch noch etwas Sinnvolles mit ihnen geschehen sollte.

## Fernsehproduktionen
- die story: Ein fast perfekter Mord – Der Fall Marta Russo (Memento vom 5. Mai 2007 im Internet Archive). D 2005.